# Gertruda Babilińska

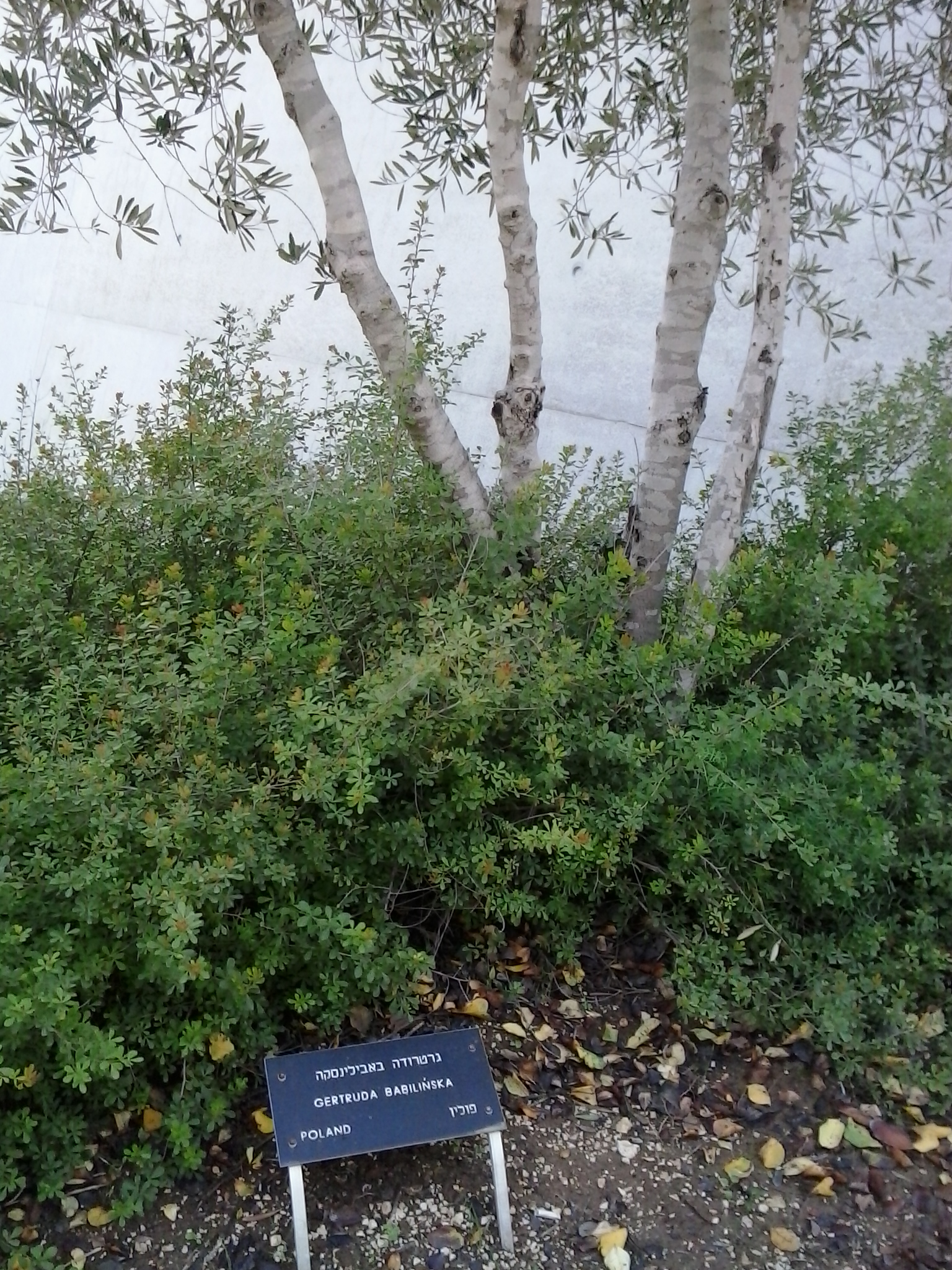
Drzewo G. Bablińskiej w Jad Waszem

Gertruda Babilińska (ur. 1902 w Starogardzie Gdańskim, zm. 10 marca 1995 w Izraelu) – polska nauczycielka, niania, Sprawiedliwa Wśród Narodów Świata (tytuł przyznany 4 czerwca 1963).

## Życiorys
Najstarsza z ósemki dzieci pracownika poczty, Gertruda Babilińska w wieku 19 lat wyjechała do Warszawy w poszukiwaniu pracy. Przed wojną znalazła zatrudnienie jako niania dwójki dzieci zamożnej rodziny w stolicy. Pracodawcy proponowali jej wspólną emigrację na stałe do Palestyny, jednak Babilińska została w Polsce. Później zatrudniła się u zamożnej żydowskiej rodziny Stołowickich z Warszawy, mieszkających w pałacu w Alejach Ujazdowskich. Początkowo opiekowała się córką Stołowickich, jednak dziecko zmarło młodo. Babilińska kontynuowała pracę opiekując się wątłego zdrowia Lidią Stołowicką po stracie dziecka. Również sekretarzowała w przedsiębiorstwie pana domu. W 1936 r., gdy Stołowiccy doczekali się syna, ponownie została nianią.
Wybuch wojny zastał Stołowickiego we Francji. Jego żona, która z synem Michałem i Gertrudą próbowała przedostać się do męża, dotarła jedynie do Wilna. Tu, dowiedziawszy się o śmierci Stołowickiego, kobieta rozchorowała się i zmarła. Przed śmiercią powierzyła Gertrudzie opiekę nad synem, prosząc opiekunkę, by po wojnie zawiozła go do Palestyny.
Gertruda, katoliczka, wypełniła wolę dawnej chlebodawczyni i zajęła się chłopcem, który przez całą okupację uchodził za jej syna. Uzyskała dla niego fałszywe dokumenty oraz zaświadczenie ochrzczenia. W czasie okupacji niemieckiej zarabiała m.in. pisząc po niemiecku petycje w imieniu ludności, w zamian otrzymując żywność. Pomagała także innym Żydom z wileńskiego getta.
Po wojnie Babilińska z dwunastoletnim Michałem Stołowickim wyruszyła do Izraela wieloetapową podróżą. Dotarła tam statkiem Exodus w 1948 r. W Izraelu utrzymywała siebie i przybranego syna z pracy sprzątaczki. Mimo bycia głęboko wierzącą katoliczką, wychowała Michała Stołowickiego w judaizmie. 
4 czerwca 1963 r. Gertruda Babilińska została uhonorowana tytułem Sprawiedliwej wśród Narodów Świata. 
Gertruda Babilińska została pochowana w Tel Awiwie na cmentarzu Kiriat Szaul. Uratowany przez Babilińską Michał Stołowicki zamieszkał w Nowym Jorku.

## Odniesienia w kulturze
Podróż, jak i biografia Babilińskiej, została opisana m.in. w poświęconej Gertrudzie Babilińskiej książce Rama Orena.
W 1997 r. Barbra Streisand wyprodukowała film fabularny poświęcony Gertrudzie Babilińskiej pt. Rescuers: Stories of Courage: Two Women w reżyserii Petera Bogdanovicha. Gertrudę zagrała Elizabeth Perkins.